# シャルロット・ド・ラ・モート＝ウーダンクール

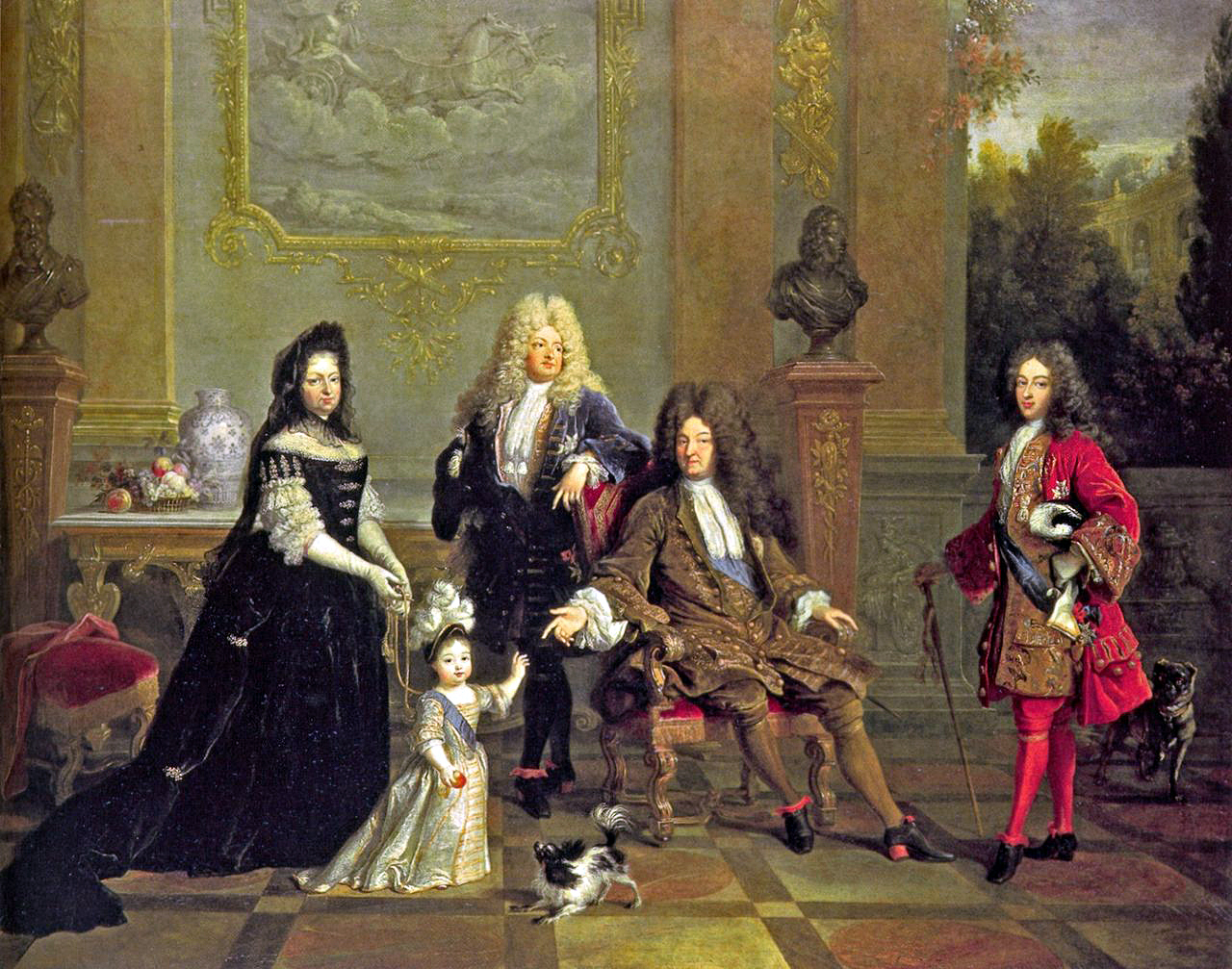
フランス王家四代とヴァンタドゥール夫人。1710年頃。ニコラ・ド・ラルジリエール画。左から、ヴァンタドゥール夫人、王の嫡曾孫ブルターニュ公、王の嫡男グラン・ドーファン、ルイ14世王、王の嫡孫ブルゴーニュ公の順に並んでいる。

シャルロット・エレオノール・マドレーヌ・ド・ラ・モート＝ウーダンクール（Charlotte-Eléonore Magdeleine de la Mothe-Houdancourt, 1651年 - 1744年）は、ブルボン朝時代のフランスの宮廷女官。長く王家のガヴァネスを務め、ルイ15世王の母親代わりとなった。ヴァンタドゥール夫人（Madame de Ventadour）の呼び名で知られる。

## 生涯
陸軍元帥まで昇進した軍人のカルドヌ公爵フィリップ・ド・ラ・モート＝ウーダンクールとその妻で、王家のガヴァネスを務めていたトゥシ女侯爵ルイーズ・ド・プリーの間の3人の娘のうちの次女として生まれた。
1671年3月14日にパリにおいて、リムーザン州知事を務めていたヴァンタドゥール公爵ルイ・シャルル・ド・レヴィと結婚した。公爵夫妻の間には一人娘のアンヌ・ジュヌヴィエーヴ・ド・レヴィ（1673年 - 1727年）が生まれた。夫は醜く身体に欠陥があり、性的にも堕落している人物で、彼との結婚は不幸なものと見なされていた。しかし、ヴァンタドゥール夫人にとっては、公爵夫人の身分に伴う諸特権を行使できることの喜びは、全く魅力のない男性との結婚生活に耐えてでも手に入れたいものであった。それは例えば公爵夫人のみに許された、王妃の面前でタブレという椅子に座る特権である。セヴィニエ侯爵夫人は、サン＝ジェルマン＝アン＝レー城でのヴァンタドゥール夫人をめぐる小さな事件について伝えている。
「多くの公爵夫人が［部屋に］入ってきましたが、その中には美しく魅力的なヴァンタドゥール公爵夫人もいました。しかし［室内では］彼女の椅子を用意するのに少し手間取りました。私は騎士団長に『ねえ、早く彼女に椅子を持ってきてください。それだけの対価を払っているのですから』と申し上げました。騎士団長は私の言うことに納得されました。」
ヴァンタドゥール夫人は1704年から、ルイ14世の最年長の孫ブルゴーニュ公の子供たちの世話係を務めるようになった。1709年に母が死ぬと、「王家のガヴァネス」の地位はヴァンタドゥール夫人の妹のラ・フェルテ＝サンネテール公爵夫人に引き継がれたが、1年後にヴァンタドゥール夫人に交代した。
1712年2月、ブルゴーニュ公一家を悲劇が襲った。ブルゴーニュ公爵夫人が2月12日に、ブルゴーニュ公自身も2月18日に相次いで麻疹のために死んだ。さらにブルゴーニュ公夫妻の2人の息子、5歳の次男ブルターニュ公と2歳の三男アンジュー公（ルイ15世）も両親の命を奪った病に感染した。新たに王太子となったブルターニュ公の治療は国王の侍医に委ねられ、侍医たちはブルターニュ公の健康によかれと思って瀉血を行ったが、ブルターニュ公はそのせいで衰弱して死亡した。これを見たヴァンタドゥール夫人は、アンジュー公には決して同じ治療を受けさせまいと決意し、アンジュー公の身の回りを自分と3人の侍女だけで看病し、断固として侍医たちを幼い王子のそばには近づけなかった。アンジュー公はそのおかげで快癒し、3年後に曾祖父の死後、王位を継ぐことになる。
ヴァンタドゥール夫人はルイ15世が成人したと見なされる1717年まで王の養育係として、少年王の身の回りの世話をし続けた。その後は、先王ルイ14世の義妹オルレアン公爵未亡人の女官となった。1727年以降、ルイ15世と王妃マリー・レクザンスカの間の子供たち、特に長男の王太子ルイ・フェルディナンの世話をするために、王家のガヴァネスに復帰した。彼女はヴェルサイユに所有していたグラティニー城館（Château de Glatigny）で世を去った。ルイ15世は母親同然であった彼女を深く思慕し、夫人が亡くなるまで「ママン」と呼んでいた。

## 引用
1. ↑  Syms, L.C. "Selected Letters of Madame de Sévigné" (American Book Company, 1898). P. 25.
2. ↑  Letter from Madame de Sévigné to Madame de Grignan, April 1, 1771
3. ↑  G・P・グーチ『ルイ15世』中央公論社、1994年、P172
4. ↑  グーチ、P76